# La Villeneuve-en-Chevrie
La Villeneuve-en-Chevrie är en kommun i departementet Yvelines i regionen Île-de-France i norra Frankrike. Kommunen ligger i kantonen Bonnières-sur-Seine som tillhör arrondissementet Mantes-la-Jolie. År 2022 hade La Villeneuve-en-Chevrie 662 invånare.

## Befolkningsutveckling
Antalet invånare i kommunen La Villeneuve-en-Chevrie
| Referens: INSEE |